# 이희근 (1929년)
이희근(李喜根, 1929년 12월 13일 ~ 2022년 10월 10일)은 대한민국의 공군 장성을 지낸 국영기업가 겸 정치가이다.

## 생애

### 학력
- 대구상업고등학교 졸업
- 대한민국 공군사관학교 1기
- 대한민국 육군보병학교 졸업
- 미국 공군비행학교 졸업
- 미국 미주리 종합군사학원 졸업
- 대한민국 육군포병학교 졸업
- 대한민국 공군방공포병학교 졸업
- 대한민국 공군대학 졸업
- 미국 공군참모대학교 졸업
- 미국 국방참모대학교 졸업
- 대한민국 국방대학원 행정학 석사

### 주요 경력
- 1952년 공군 제10전투비행전단 제101전투비행대대 F-51전투편대 예하 전투기소대장(당시 공군 중위 계급 신분).
- 1953년 공군 제1전투훈련비행전단 제1훈련비행대대 예하 편대장 보임과 동시에 공군 대위 진급.
- 1955년 공군 제1전투훈련비행전단 제1훈련비행대대 예하 편대장 재직시에 공군 소령 진급(1955년 6월).
- 1955년 공군 소령 진급 1개월만에 공군본부 감찰감실 작전장교 보임(1955년 7월).
- 1955년 공군본부 감찰감실 작전장교 보임 3개월만에 공군 제10전투비행전단 제104훈련비행대대 예하 항공전투기편대장 보임(1955년 10월).
- 1956년 공군 제10전투비행전단 제104훈련비행대대장 보임과 동시에 공군 중령 진급(1956년 11월).
- 1958년 공군 제10전투훈련비행전대 제17비행대대장.
- 1959년 공군 제10전투비행전단 부전단장.
- 1960년 공군본부 감찰차감.
- 1961년 공군본부 작전참모부 검열과 과장.
- 1962년 공군본부 작전참모부 검열과 과장 재직시에 공군 대령 진급(1962년 3월).
- 1962년 공군 대령 진급 1개월만에 공군 제1초급훈련비행전대장 보임(1962년 4월).
- 1962년 공군 제1초급훈련비행전대장 보임 3개월만에 공군 준장 진급(1962년 7월).
- 1962년 공군 준장 진급 2개월만에 공군 제1훈련비행전단장 보임(1962년 9월).
- 1965년 공군 제13전투훈련비행전대장.
- 1967년 공군 제10전투비행전단장.
- 1968년 국방부 행정차관보.
- 1969년 합동참모본부 작전기획국 차장.
- 1970년 공군본부 감찰감(1970년 5월).
- 1970년 공군본부 감찰감 보임 2개월 후 공군본부 군수참모부 부장 보임과 동시에 공군 소장 진급(1970년 7월).
- 1970년 공군본부 군수참모부 부장 보임 3개월차 재직시에 공군 중장 진급(1970년 10월).
- 1971년 공군 군수사령관 보임.
- 1973년 공군사관학교 교장
- 1974년 공군 작전사령관.
- 1979년 공군참모차장.
- 1981년 제15대 공군참모총장 보임과 동시에 공군 대장 진급(1981년 3월 10일).
- 1982년 공군 대장 예편(1982년 6월 5일).
- 1982년 민주정의당 촉탁위원(1982년 7월 24일 ~ 1982년 12월 6일).
- 1983년 한국산업기지개발공사 사장.
- 1988년 한국산업기지개발공사 사장 직위 퇴임.
- 1989년 신민주공화당 국방외교안보행정특보위원.
- 1990년 신민주공화당 국방외교안보행정특보위원 직위 퇴임.
- 1995년 자유민주연합 국방외교안보행정특임고문.
- 1996년 자유민주연합 국방외교안보행정특임고문 직위 퇴임.